# والد (بادن-وورتمبرگ)
والد (به آلمانی: Wald) یک شهر در آلمان است که در زیگمارینگن واقع شده‌است. والد ۲٬۷۸۱ نفر جمعیت دارد.